# Frater Venantius

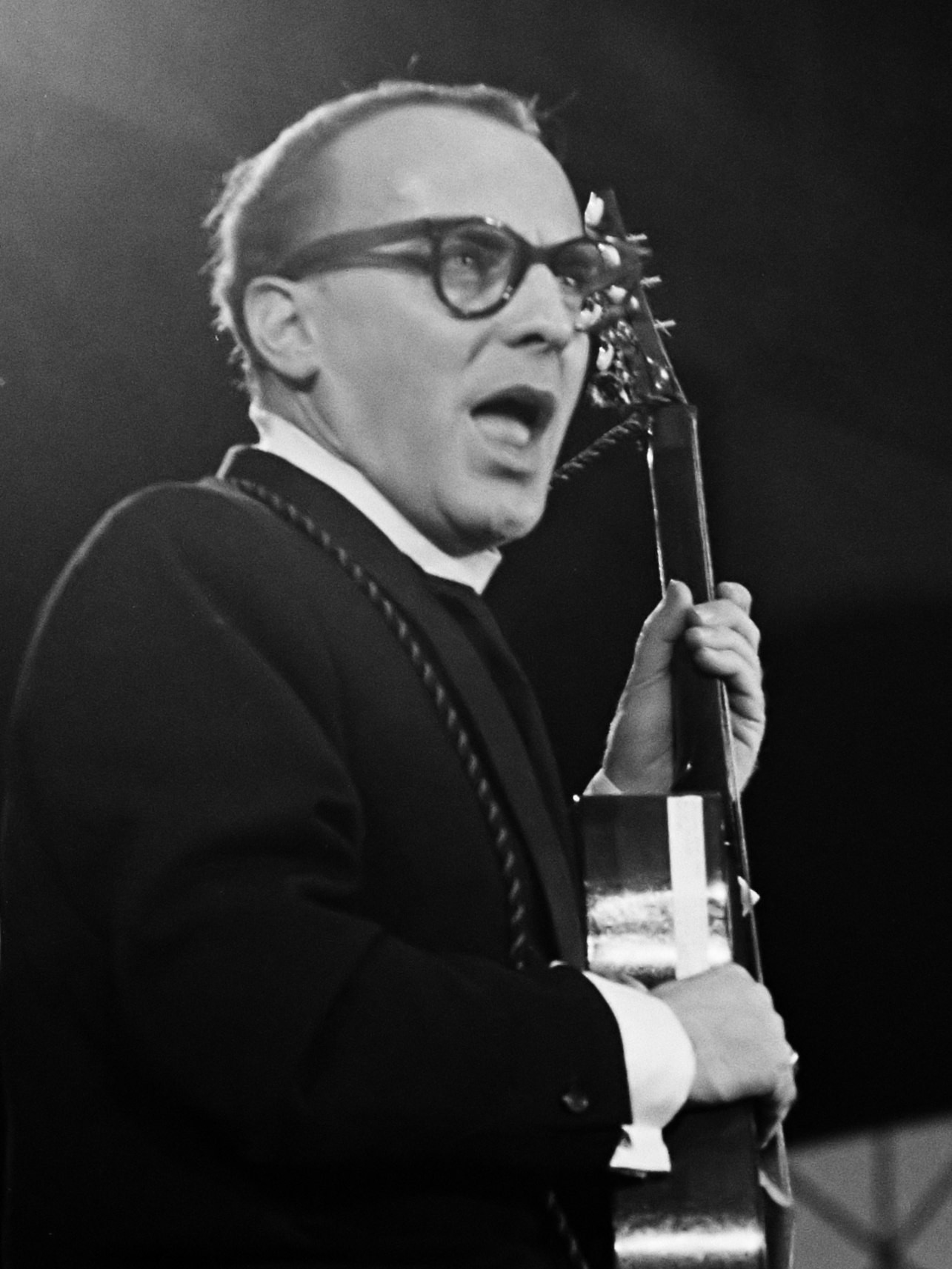
Wim Sonneveld als Frater Venantius

Frater Venantius is een single met een conference van de Nederlandse cabaretier en zanger Wim Sonneveld.

## Idee
Het idee voor deze conference kwam van tekstschrijver Michel van der Plas die een noot wilde zetten bij opkomende zingende geestelijken. Sonneveld die bezig was met de ontwikkeling van Een avond met Wim Sonneveld zag er in eerste instantie niets in, maar het sloeg bij hem aan toen hij de tekst, na oefening met zuiderlingen, steeds meer met een Limburgs accent uitsprak. Het was daarbij de bedoeling dat Sonneveld de tekst uitsprak onder begeleiding van Harry Bannink achter de piano. Bannink, zelf componist, wilde een melodie lenen van Johann Sebastian Bach, maar dat bleek uiteindelijk niet haalbaar. Er bleef alleen de melodie achter "Zeg maar ja tegen het leven" en de afsluiting (Bannink: "Tsjing-boem") over. Bannink schreef in die zelfde show ook Tearoom-tango en Nikkelen Nelis.
Tijdens de try-outs blijkt het nummer publiekelijk aan te slaan. Sonneveld bleef er onzeker over. Hij twijfelde toen Willem Duys hem vroeg de conference te houden tijdens het Grand Gala du Disque op 12 oktober 1963. Sonneveld zwichtte uiteindelijk omdat hij bij Duys reclame kon maken voor zijn show. Opnamen voor de show vonden plaats in het Scheveningse Kurhaus. Volgens geluidstechnicus van Phonogram Ruud van Lieshout gingen de opnamen makkelijk: microfoon voor de spreker en enkele microfoons in de zaal voor de sfeer en klaar was hij. Het optreden pakte verkeerd uit. Een deel van Nederland vond dat Sonneveld en ook Godfried Bomans
(introductie Marlene Dietrich) er een potje van maakten; een hoogstaand gala was ontsierd door hun grappen. Bovendien waren katholieken op hun tenen getrapt door de persiflage van een jolige geestelijke en dan nog in het Limburgs.
Een jaar later is de mist opgetrokken als Willem Duys het fragment opnieuw laat zien. Nederland trekt de volgende dag naar de platenwinkel, zeker als het plaatje wordt aangeboden als premieplaat (CCGC PR-600). Kosten voor aanschaf zijn dan slechts 1,95 gulden, als men voor tien gulden uitgegeven heeft. Als de actie afloopt, perst Philips nieuwe singles (Philips JF 327793); de prijs van 3,95 gulden schrikt de klanten niet af. Er zouden in de jaren zestig ongeveer 250.000 exemplaren verkocht worden; Sonneveld kreeg er een gouden plaat voor. Dat hij het er toch moeilijk mee had, blijkt uit het gegeven dat een deel van de opbrengsten door hem aan de missie wordt overgemaakt; hij voelde dat hij mensen gekwetst had.
Musici:Harry Bannink (piano), Jan Blok (gitaar), Cees Rosbergen (bas) en Joop Korzelius (drumstel).

## Tracklist

### 7" Single
Philips CCGC - PR 600
1. Frater Venantius, deel 1
2. Frater Venantius, deel 2

## Hitnotering
| Frater Venantius   | Frater Venantius      | Frater Venantius | Frater Venantius | Frater Venantius | Frater Venantius | Frater Venantius | Frater Venantius | Frater Venantius | Frater Venantius | Frater Venantius | Frater Venantius | Frater Venantius | Frater Venantius | Frater Venantius | Frater Venantius | Frater Venantius | Frater Venantius | Frater Venantius |
| Hitlijst           | Datum van binnenkomst | Week:            | 1                | 2                | 3                | 4                | 5                | 6                | 7                | 8                | 9                | 10               | 11               | 12               | 13               | 14               | 15               | Laatste notering |
| ------------------ | --------------------- | ---------------- | ---------------- | ---------------- | ---------------- | ---------------- | ---------------- | ---------------- | ---------------- | ---------------- | ---------------- | ---------------- | ---------------- | ---------------- | ---------------- | ---------------- | ---------------- | ---------------- |
| Nederlandse Top 40 | 16-01-1965            | Positie:         | 37               | 21               | 13               | 13               | 12               | 11               | 11               | 11               | 10               | 10               | 10               | 16               | 22               | 26               | 38               | 24-04-1965       |